# Golfe de Cadix
Ne doit pas être confondu avec Baie de Cadix.
Le golfe de Cadix est un golfe situé sur la côte atlantique de l'Andalousie et de l'Algarve, autour de la ville de Cadix. Il s'étend entre la pointe méridionale de l'île de Tarifa, sur les rives septentrionales du détroit de Gibraltar, et le cap Saint-Vincent au Portugal. Il est limité au nord par le 37e parallèle, au sud par le 36e parallèle nord, et se trouve entre les 5e et 9e méridiens ouest.
Il s'agit d'une zone à l'activité sismique constante, en raison de sa situation sur la zone de contact entre la plaque africaine et la plaque eurasienne. Les séismes fréquents se révèlent être de faible intensité, quoique des phénomènes plus violents surviennent à intervalles espacés.
Le golfe de Cadix est surtout une zone d'activité importante, stimulée par sa position très ouverte sur l'Atlantique, à l'entrée de la mer Méditerranée, et les nombreux fleuves qui viennent s'y jeter : Guadalquivir, Guadiana, Odiel et Guadalete, entre autres. La pêche et le commerce constituent les principales activités de cet espace maritime.
Ces caractéristiques ont entraîné la création d'un grand nombre de ports depuis des siècles, dont les plus importants sont ceux de la baie de Cadix et de Huelva. L'emplacement privilégié du golfe explique, avec d'autres facteurs historiques, le choix de la ville de Palos de la Frontera pour le départ de la première expédition de Christophe Colomb en 1492. Le port de Séville fut retenu pour être le centre du commerce colonial avec le Nouveau Monde, grâce à son accès au golfe via le Guadalquivir. L'ensablement du fleuve entraîna plus tard le déplacement de la Casa de Contratación à Cadix, sur la côte même du fleuve.
Eu égard à l'importance du trafic maritime dans la région, la région est connue pour être un véritable cimetière de navires. Il existerait environ huit-cents épaves de galions, dont une centaine chargés de métaux précieux. La position stratégique du golfe en a fait par le passé un lieu de batailles privilégiées, l'affrontement le plus célèbre étant la bataille de Trafalgar, en 1805.

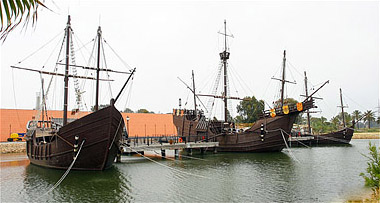
Reproduction des caravelles de Colomb à Palos de la Frontera.